# Malý Horeš
Malý Horeš (Hongaars: Kisgéres) is een Slowaakse gemeente in de regio Košice, en maakt deel uit van het district Trebišov.
Malý Horeš telt 1.116 inwoners.